# American Saturday Night
American Saturday Night é o oitavo álbum de estúdio do artista country norte-americano Brad Paisley. Foi lançado em 30 de junho de 2009 pela Arista Nashville, sendo certificado como ouro tanto nos Estados Unidos quanto no Canadá, pela RIAA e Music Canada, respectivamente.